# Píndaro
Píndaro de Carvalho Rodrigues (1 czerwca 1892 – 30 sierpnia 1965) – piłkarz brazylijski znany jako Píndaro, Píndaro de Carvalho lub Píndaro Rodrigues, prawy obrońca. Później trener.
Píndaro, choć urodził się w São Paulo, swoją karierę piłkarską rozpoczął w 1910 roku w klubie Fluminense FC. Po rozegraniu dwóch sezonów w barwach Flu, z którym w 1911 zdobył swój pierwszy tytuł mistrza stanu Rio de Janeiro, przeniósł się w 1912 roku do klubu CR Flamengo, głównego rywala Fluminense.
W reprezentacji Brazylii zadebiutował 20 września 1914 roku w Buenos Aires, gdzie jego zespół uległ w towarzyskim meczu drużynie Argentyny 0:3. Tydzień później wziął udział w meczu o Copa Julio Roca 1914, w którym Brazylia pokonała w Buenos Aires Argentynę 1:0. W 1914 oraz w 1915 Píndaro razem z Flamengo zdobył mistrzostwo stanu.
Jako piłkarz klubu Flamengo wziął udział w turnieju Copa América 1919, gdzie Brazylia zdobyła mistrzostwo Ameryki Południowej. Píndaro zagrał we wszystkich czterech meczach – z Chile, Argentyną oraz w dwóch decydujących o mistrzostwie grach z Urugwajem.
Píndaro jeszcze dwukrotnie – w 1920 i 1921 – zdobył razem z Flamengo mistrzostwo stanu Rio de Janeiro, po czym w 1922 roku zakończył karierę piłkarską.
W latach 1914-1919 rozegrał w reprezentacji Brazylii 8 meczów.
Po zakończeniu kariery piłkarskiej został trenerem. Jest pierwszym w dziejach trenerem reprezentacji Brazylii, który kierował zespołem podczas finałów mistrzostw świata. Jednak prowadzony przez Píndaro zespół nie odniósł sukcesu w finałach pierwszych mistrzostw świata w 1930 roku, ulegając Jugosławii.
Píndaro zmarł 30 sierpnia 1965 roku w Rio de Janeiro.